# 古市佳央
古市 佳央（ふるいち よしお、1971年9月19日 - ）は、講演家、平和運動家である。血液型はO型。オープンハートの会会長、倖道しあわせどう道主。

## 経歴
東京都生まれ、埼玉県在住。
1988年4月2日、高校２年生に進級したばかりの春休みに全身の41％に大火傷を負うバイクの事故を起こした。入院期間は3年に渡り、33回もの手術を受けた。
23歳で社会復帰。
事故をしてから講演をする機会があり、その後全国で講演活動を行う。
活動を通して、「過去に虐待を受けた経験があったり、職場の人間関係に悩んでいたり、人は見た目では、悩みがあるか無いかは判断できない事」に気付き、その悩みを吐き出せる場所を作るという目的で2002年オープンハートの会を発足。
2013年6月、大谷由里子主催の全国講師オーディションでグランプリを獲得して日本一の講演家となる。
世界一幸せな男として日本全国で講演活動する傍ら、世界中に幸せな人を生み出していく活動として2015年10月倖道（しあわせどう)を発足。

## 活動
- 2002年-　NPOオープンハートの会（会長）
- 2011年4月-　東日本大震災復興支援活動

## 著書
- 這い上がり　ワニブックス[1]
- 君の力になりたい　北水社[2]

## 共編書
- 人生の富の法則　ロバート・Ｇ・アレン　《誰のために、何のために（古市佳央）》　ミラクルマインド出版[3]

## 影響を与えた人物
・かづきれいこ　2000年の出会いから講演活動をはじめる。

## メディア出演
- テレビ寺子屋 第1895回「乗り越えられない壁はない」[4]

- テレビ寺子屋 第1897回「生きる意味とは」[5]
- 日刊スゴい人「生きることが幸せ」[6]

- トゥナイト２　テレビ朝日
- 日本のお母ちゃん奇跡の生還者　日本テレビ